# Long Lake (Nowy Jork)
Long Lake – miasto w Stanach Zjednoczonych, w stanie Nowy Jork, w hrabstwie Hamilton, położone nad jeziorem o tej samej nazwie.